# Apollos Apollossowitsch Mussin-Puschkin

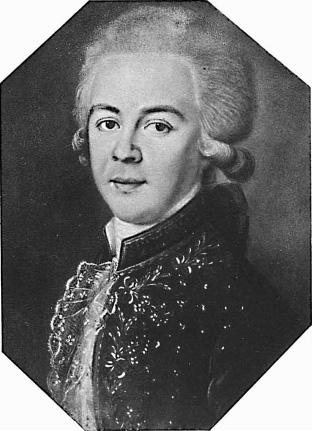
Graf Apollos Apollossowitsch Mussin-Puschkin (1788)

Apollos Apollossowitsch Mussin-Puschkin (russisch Аполлос Аполлосович Мусин-Пушкин; * 17. Februarjul. / 28. Februar 1760greg. in St. Petersburg; † 18. Apriljul. / 30. April 1805greg. in Tiflis) war ein russischer Naturforscher.

## Leben
Mussin-Puschkin gehörte zur gräflichen Uradelsfamilie Mussin-Puschkin. Sein früh verstorbener Vater Apollos Epafroditowitsch Mussin-Puschkin (1725–1771) war Präsident des Bergkollegiums (Amt für Bergbauwesen). Sein Onkel Michail Kamenski war ein russischer Feldmarschall während der Regierung der Kaiserin Katharina II.
Mussin-Puschkin war Kammerjunker und Kapitan der Garde zu Pferde, später Wirklicher Kammerherr, Geheimer Rat (III. Rangklasse) und Ritter des Ordens der Heiligen Anna I. Klasse.
Mussin-Puschkin wurde im November 1796 Vizepräsident des Bergkollegiums. Er führte nun die von seinem Vater begonnene Prospektion der Lagerstätten reicher Metall-Erze fort. Als Hauptchef der Bergbauproduktion im Kaukasus wurde er in das kürzlich mit Russland vereinigte Georgien geschickt, wo er eine Expedition für mineralogische und botanische Untersuchungen anführte. Im Oktober 1799 kam Jewgraf Metschnikow hinzu und beteiligte sich an der Erzprospektion. Michael Friedrich Adams nahm 1800–1802 an der Expedition teil und benannte die Art Puschkinia Adams (1805) der Hyazinthengewächse nach Mussin-Puschkin. Zu der Expedition gehörte auch der Maler Heinrich Theodor Wehle, der für die künstlerische Darstellung der Funde zuständig war. Als Ergebnis der Prospektionen  in den Jahren 1800–1803 schickte Mussin-Puschkin eine große Sammlung von Gesteinen und Mineralen mit Beschreibungen an die Akademie der Wissenschaften in St. Petersburg. Nach Verhandlungen mit georgischen Regierenden übernahm Russland die Ausbeutung der Bodenschätze in Georgien und die Organisation der Arbeit des Münzhofs im Kaukasus.
Mussin-Puschkin hatte sich ein breites Wissen in Chemie und Mineralogie erworben. Er lieferte wichtige Beiträge zur Erforschung des Platins und seiner Verbindungen. Er entwickelte 1800 ein einfaches Verfahren zur Trennung von Platin und Eisen durch Amalgamierung des Platins, das er persönlich in europäischen wissenschaftlichen Gesellschaften vorstellte. Er wurde zu Mitgliedern der Akademie der Wissenschaften in St. Petersburg (Ehrenmitglied, 1796), der Preußischen Akademie der Wissenschaften, der Königlich Schwedischen Akademie der Wissenschaften, der Accademia delle Scienze di Torino und der Royal Society in London gewählt.
Mussin-Puschkin war mit Fürstin Anna Nikolajewna Golizyna, Enkelin Feldmarschall Michail Golizyns, verheiratet und hatte keine Kinder.
Mussin-Puschkin starb am 30. April 1805 in Tiflis.
Eine Liste der über 20 ab 1797 von Mussin-Puschkin angefertigten wissenschaftlichen Arbeiten befindet sich in Johann Christian Poggendorffs Biographisch-literarischem Handwörterbuch zur Geschichte der exacten Wissenschaften.

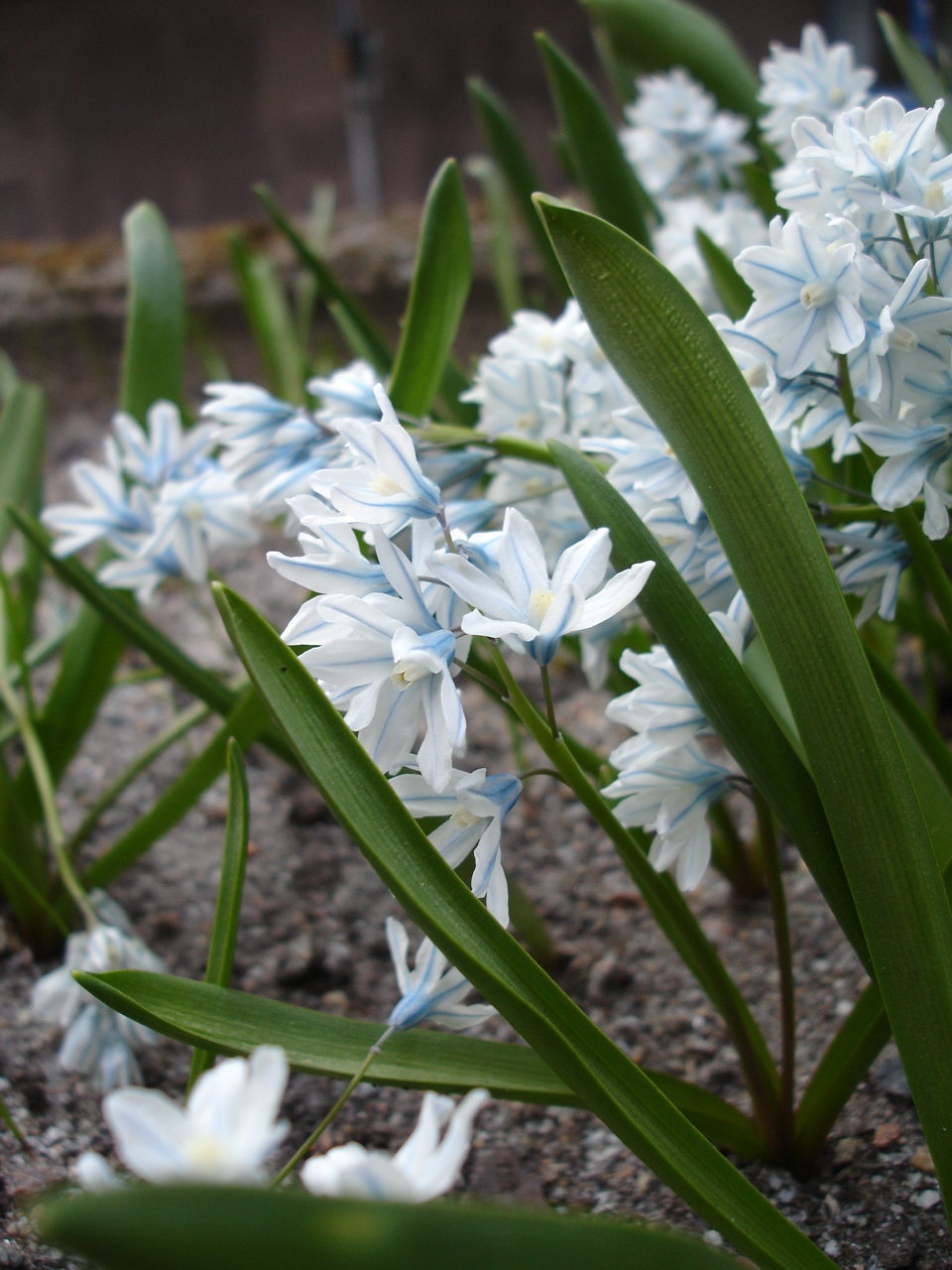
Puschkinie (Puschkinia scilloides)

## Ehrungen
Nach ihm benannt ist die Pflanzengattung Puschkinia mit der Art Puschkinie (Puschkinia scilloides) aus der Familie der Spargelgewächse (Asparagaceae).